# Fried Green Tomatoes
Fried Green Tomatoes is een drama- en komediefilm uit 1991. De film is gebaseerd op de roman Fried Green Tomatoes at the Whistle Stop Cafe van Fannie Flagg.
De film is geregisseerd door Jon Avnet, geschreven door Fannie Flagg en Carol Sobieski en de hoofdrollen worden vertolkt door Kathy Bates, Mary Stuart Masterson, Mary-Louise Parker en Jessica Tandy. Het verhaal draait om de vriendschap tussen Evelyn Couch en Ninny Threadgoode, die het verhaal over Ruth Jamison en Idgie Threadgoode en diens familie vertelt. 

## Verhaal
Het verhaal begint bij Evelyn Couch (Kathy Bates), een ongelukkige huisvrouw in de veertig. Wanneer ze samen met haar man Ed (Gailard Sartain) zijn tante in het bejaardentehuis in Birmingham, Alabama bezoekt, wordt ze door Eds tante niet gastvrij ontvangen en besluit naar de centrale ruimte te gaan waar bewoners bezoek ontvangen. Daar ontmoet ze de bejaarde vrouw Ninny Threadgoode (Jessica Tandy), met wie ze aan de praat raakt. In de film wordt gewisseld tussen het verhaal van Ninny, en het huidige leven van Evelyn.
Ninny's verhaal begint bij Imogene "Idgie" Threadgoode (Mary Stuart Masterson), het jongste meisje uit de Threadgoode-familie. Ninny beschrijft haar aanvankelijk als haar schoonzus. 
Idgie had een hechte band met haar broer Buddy (Chris O'Donnell), en hij is de enige naar wie Idgie altijd luistert. Buddy was erg charmant, en erg geliefd bij de meisjes. Hijzelf was verliefd op Ruth Jamison (Mary-Louise Parker).
De hechte band wordt plotsklaps verbroken wanneer Buddy op een wandeling van de twee, samen met Ruth Jamison, wordt geraakt door een stoomtrein. Hij komt daarbij om het leven.
Idgie heeft het erg moeilijk met het overlijden van haar broer. Idgie zondert zich af van de "normale" samenleving en start met het leiden van een losbandiger leven.
Maar dan grijpt, op verzoek van de Threadgoode-familie, Ruth in. Ze doet vele verzoeken tot vriendschap.
Aanvankelijk wijst Idgie alle verzoeken af, maar uiteindelijk sluit ze toch vriendschap met Ruth, welke uitgroeit tot een zeer hechte band. Maar dan verlaat Ruth Whistle Stop om te trouwen met Frank Benett (Nick Searcy) in Valdosta, Georgia. Idgie verliest opnieuw een vriend, en raakt daardoor opnieuw boos.
Ze bezoekt Ruth, maar wanneer Ruth haar met een blauw oog bij de deur mededeelt dat ze beter kan vertrekken, durft ze het lang niet meer aan. Totdat de Threadgoode-familie een brief van Ruth ontvangt, waarin staat dat Ruths moeder is overleden. Idgie bezoekt haar opnieuw, samen met haar broer Julian (Haynes Brooke) en Big George (Stan Shaw). Ze treffen Ruth zwanger aan, en samen met Ruth besluit Idgie dat Ruth terug moet gaan naar Whistle Stop. Ruth vertelt dit aan Frank, die haar vervolgens optilt, maar na bevelen van Big George terug op de trap zet, waarna hij haar - na nog vele andere mishandelingen - de trap af schopt. Ze vertrekken snel en laten Frank achter.
In Whistle Stop bevalt Ruth van Buddy Jr. De vader van Idgie geeft Idgie en Ruth geld om een café te beginnen, genaamd het Whistle Stop Café, zodat er inkomsten zijn voor de zorg die Ruth en Buddy Jr. nodig hebben.
In het café gaat Sipsey (Cicely Tyson, de moeder van Big George, werken als kok. Big George verzorgt de barbecue, die al snel extreem populair wordt onder de bezoekers van het café.
Op een avond arriveren er opeens een stuk of dertig leden van de Ku Klux Klan, die Big George gevangennemen en openbaar mishandelen. Idgie grijpt onmiddellijk in, en bevrijdt Big George. Onder de KKK'ers is ook Frank, die een bezoek aan Ruth brengt. Hij eist daar hun kind op, wat hij niet meekrijgt.
Veel later, wanneer er 's avonds een revue is georganiseerd waar Ruth en Idgie aan meedoen, slaagt Frank er bijna in Buddy Jr. te ontvoeren. Maar hij wordt in eerste instantie tegengehouden door Smokey Lonesome, een arme man die altijd in het café eet. Maar Frank slaat Smokey twee keer zo hard, dat hij er niet meer in slaagt op te staan. Gelukkig wordt Frank gedwarsboomd door een onzichtbare moordenaar.
Later wordt Franks auto uit de rivier gevist, en dat leidt tot een rechercheonderzoek, geleid door een sheriff uit Georgia. Idgie is een verdachte, omdat ze publiekelijk had gedreigd Frank te vermoorden als hij Ruth nog één keer iets aan zou doen. Idgie en Big George worden gearresteerd voor de moord op Frank Benett, hoewel zijn lichaam nooit is gevonden. De lokale sheriff, eveneens een goede vriend van Idgie, biedt haar aan alleen Big George te laten veroordelen, maar Idgie gaat hier niet op in.
Daarop volgt een rechtszaak, waarin de plaatselijke dominee liegt. Die leugen geeft Idgie en Big George een alibi voor het tijdstip van de moord. Rekening houdend met het feit dat Frank Benett vaak dronken was, wordt Franks dood als ongeval verklaard en worden Big George en Idgie vrijgesproken.
Een paar jaar later krijgt Ruth kanker, en zij sterft uiteindelijk. Na haar sterven sluit het café, en Whistle Stop raakt langzamerhand uitgestorven. En zo eindigt Ninny haar verhaal.
Ninny Threadgoode is in het bejaardentehuis gekomen omdat haar vriendin, Mrs Otis, daarheen moest. Maar nu zij is overleden kan Ninny terug naar huis. Door een misverstand in het tehuis denkt Evelyn dat Ninny is overleden, maar dit blijkt Mrs Otis te zijn. Ninny is ondertussen op weg naar haar oude huis in Whistle Stop. Evelyn kreeg eerder al te horen dat haar huis onbewoonbaar was verklaard en het was afgebroken.
Eenmaal in Whistle Stop aangekomen, treft Evelyn daar Ninny aan. Ze vertelt aan haar dat haar huis is afgebroken. Dan vertelt Ninny haar het laatste stukje van het verhaal, dat ze zelf hoorde vlak voordat Sipsey overleed. Het was niet Idgie die Frank vermoordde, maar Sipsey, met een ijzeren koekenpan. Daarna heeft Big George zijn lichaam geroosterd en voorgeschoteld aan de sheriff uit Georgia, die ook dol was op Georges barbecue.
In Whistle Stop lopen Ninny en Evelyn, inmiddels heel goede vrienden, samen langs het graf van Ruth en de andere familieleden. Evelyn nodigt Ninny uit om bij haar en haar man Ed te komen wonen. Op het graf van Ruth vindt Evelyn een kaartje. Het briefje impliceerde dat Idgie nog leefde. Op het kaartje stond de tekst: "I will always love you. The Bee Charmer." (Nederlands: Ik zal altijd van je houden. De Bijenbezweerster uit Alabama.) 
'The Bee Charmer' was de bijnaam die Ruth aan Idgie gaf.

## Rolverdeling
- Kathy Bates als Evelyn Couch
- Mary Stuart Masterson als Idgie Threadgoode
- Mary-Louise Parker als Ruth Jamison
- Jessica Tandy als Ninny Threadgoode
- Cicely Tyson als Sipsey
- Chris O'Donnell als Buddy Threadgoode
- Stan Shaw als Big George
- Gailard Sartain als Ed Couch
- Timothy Scott als Smokey Lonesome
- Gary Balsaraba als Grady Kilgore
- Lois Smith als moeder Threadgoode
- Danny Nelson als vader Threadgoode
- Jo Harvey Allen als vrouwenweerbaarheidstrainster
- Macon McCalman als officier van justitie
- Richard Riehle als dominee Scroggins
- Raynor Scheine als Curtis Smooth
- Grace Zabriskie als Eva Bates
- Reid Binion als de jonge Julian Threadgoode
- Nick Searcy als Frank Bennett

## Verschillen tussen de film en het boek
In het boek is er sprake van een lesbische romance tussen Idgie en Ruth, die de film niet (duidelijk) laat zien. Volgens de regisseur is de scène waarin de twee een voedselgevecht houden, bedoeld om de "symbolische" liefde tussen Idgie en Ruth te laten zien. Dit punt werd door critici aangekaart. Zij vonden dat hierdoor "voorbij werd gegaan" aan de lesbische teint van de relatie. Ondanks deze kritiek won de film toch een prijs, namelijk die voor "beste speelfilm met lesbische inhoud" van de GLAAD.
Ook sterft aan het einde van het boek Ninny Threadgoode, terwijl dit in de film haar vriendin, Mrs Otis is.

## Locatie
De film werd opgenomen in Juliette, Georgia. Hier werd de set gebouwd, inclusief het Whistle Stop Café. Na het maken van de film werd de set veranderd in een toeristenplaats, compleet met functionerend Whistle Stop Café, dat daardoor dus toegankelijk werd voor bezoekers.

## Première
De officiële première was in de Verenigde Staten op 27 december 1991. In Nederland was de film voor het eerst te zien op 28 augustus 1992.

## Opbrengst
Fried Green Tomatoes bracht in de VS $82.418.501 dollar op, in overige landen was dat totaal $37.000.000 dollar, wat een totaal vormt van $119.418.501 wereldwijd.
In het premièreweekeinde in de VS bracht de film alvast $105.317 dollar op, in het daarop volgende weekeinde al $5.235.940.

## Scores, nominaties en prijzen
Fried Green Tomatoes is diverse keren genomineerd.
Nominaties voor de 64ste Oscaruitreiking
- Beste vrouwelijke bijrol - Jessica Tandy
- Beste scenario gebaseerd op ander medium (in dit geval de roman van Fannie Flagg) - Fannie Flagg en Carol Sobieski

Nominaties voor de 64ste BAFTA Awards
- Beste actrice - Jessica Tandy
- Beste vrouwelijke bijrol - Kathy Bates

Overig
- Best Picture-nominatie
- De uitspraak van Evelyn (Kathy Bates: "Face it, girls, I'm older and I have more insurance", die ze deed toen twee jongere meisjes haar uitmaakten voor oud en zij hun auto beschadigde, is genomineerd voor opname in de AFI's 100 Years...100 Movie Quotes. (Nederlands: Kijk dan, meisjes, ik ben ouder en beter verzekerd.)
- Rotten Tomatoes gaf de film een score van 82 procent gebaseerd op 22 beoordelingen.